# Heinz Schulz (Geologe)
Heinz Schulz (* 1. August 1929 in Helbigsdorf/Sachsen; † 17. Februar 2019 in Dresden) war ein deutscher Geologe und Historiker.

## Werdegang
Nach Abschluss des Geologie-Studiums 1958 an der Bergakademie Freiberg/Sachsen mit dem akademischen Grad Diplom-Geologe war Heinz Schulz für die SDAG Wismut bei der Erkundung und wissenschaftlichen Bearbeitung von Lagerstätten, u. a. in Aue, Schlema und Ronneburg tätig. Ab 1965 war er Assistent am Institut für Lagerstättenlehre der Bergakademie Freiberg, wo er 1967 die Promotion mit dem Erreichen des akademischen Grades Dr. rer. nat. abschloss. Danach erfolgte ein einjähriges Zusatzstudium am Moskauer Geologischen Erkundungsinstitut (MGRI). Von 1968 bis 1976 war er als Abteilungsleiter für Rohstoffanalytische Forschung (Silur, Bor, Baryt, Fluorit, Metallurgie für Leicht-Zusatzstoffe) im VEB GFE Halle/BT Dresden und ab 1977 bis 1991 am Institut für mineralische Rohstoff- und Lagerstättenforschung Dresden (IfR) tätig. Hier war er u. a. für die Quarzrohstoff-Forschung in Zusammenarbeit mit dem Kombinat Carl Zeiss Jena zuständig.
Nach der Wiedervereinigung Deutschlands arbeitete er bis 2001 für ein Ingenieurbüro auf dem Gebiet der Altlastensanierung, wo er historische Bodenerkundungen und die altlastenseitige Baubegleitung für Dresdner Projekte, wie „Umbau Schlachthof zu Messegelände“ und „Kongresszentrum Dresden“, durchführte.
Wie im Beruf war Heinz Schulz auch ehrenamtlich forschend tätig. Als Philatelist mit dem Hauptsammelgebiet Sächsische Montanindustrie war er Mitglied der AG Bergbau und Geowissenschaften im Bund Deutscher Philatelisten sowie im Verein für Sächsische Postgeschichte und Philatelie (VSP). Im Rahmen dieser Vereinsarbeit gab er seine Kenntnisse zur sächsischen Bergbau- und Industriegeschichte durch zahlreiche Publikationen in Vereinszeitschriften, Fachvorträgen und durch Teilnahmen an bundesweiten philatelistischen Ausstellungen weiter.
Im Auftrag der Dresdner Stadtverwaltung, des Stadtmuseums Dresden und der B&E Vermögensverwaltung Zeitenströmung forschte er zur Geschichte der Dresdner Albertstadt, speziell des ehemaligen Arsenals, und zur früheren Rüstungsproduktion im Raum Dresden. Mit seinen Erkenntnissen auf diesen Gebieten wurde er auch durch öffentliche Vorträge, thematische Führungen und Publikationen des Arbeitskreises Sächsische Militärgeschichte (AKSM), dessen Mitglied er ab 2002 war, bekannt.
Als Philatelist ergänzte er seine Forschungsarbeiten zu Bergbau- und Industriegeschichte zumeist durch postalische Belege, wie Sonderstempel, Briefmarken usw. und stellte so die Verbindung dieser Wissensgebiete zur Philatelie her.

## Ehrungen
- 1979: Verdienstmedaille der Deutschen Demokratischen Republik in Anerkennung besonderer Leistungen beim Aufbau des Sozialismus
- 1985: Medaille für hervorragende Leistungen in der Geologie der Deutschen Demokratischen Republik
- 2007: Ehrennadel des Arbeitskreises Sächsische Militärgeschichte e.V. Dresden (AKSM)
- 2018: Vereins-Ehrenteller für Verdienste um die Sächsische Postgeschichte und Philatelie des Vereins Sächsische Postgeschichte und Philatelie e.V. Dresden (VSP)

## Eigene Dokumentationen(Auswahl)

### Themenbereich Philatelie Geologie/Bergbau und Sächsische Postgeschichte
- Katalog „Stempel aus dem Montanbereich Sachsens bis 1945“, Band 1, dazu 1. und 2. Nachtrag 1995/96 und Katalog „Montanthematische Stempel Sachsens“, Band 2, Zeitraum 07/1945 bis 1959, Sonderdrucke des Mitteilungsblattes GLÜCKAUF der Philatelistischen Arbeitsgemeinschaft Bergbau und Geowissenschaften e.V.
- „Die Wismut aus philatelistischer Sicht“ Teil 1 und Teil 2, Beiträge zur Sächsischen Postgeschichte des Vereins Sächsische Postgeschichte und Philatelie e.V. (VSP), Heft 30/2013 und Heft 31/2016
- „Abraham Gottlieb Werner“, GLÜCKAUF Heft 132/2017, Seite 50–60
- „Wolfram aus dem sächsischen Erzgebirge“, GLÜCKAUF Heft 121/2013, Seite 36–38 und
- „GEOLOGICA SAXONIA“, Heft 63/2013, Seite 23–49
- „Die Königlich Preußische Bergakademie Berlin“, GLÜCKAUF, Heft 131/2016, Seite 81–83
- „Siegelmarken mit montanthematischem Bezug Raum Freiberg“, DER BRIEFMRRKENFREUND, Mittl.Blatt der Freiberger Briefmarkenfreunde e.V., Heft 1/2012, Seite 3–9
- „Freiberger Vignetten zum Thema Bergbau und Hüttenwesen“, Schulz/Friebe, DER BRIEFMARKENFREUND, Heft 1/2013, Seite 3–18
- „Kupferlagerstätten des Zechsteins in Zentral-Europa“, GLÜCKAUF, Heft 105/2008, Seite 65–70
- „100 Jahre Montanzentrum Freiberg(1870-1970)“, GLÜCKAUF, Heft 112/2010, Seite 60–65
- „Der sächsische Maschinenbaudirektor Christian Friedrich Brendel“, Festschrift zu 25 Jahre VSP, Sonderdruck 2015, Seite 51–53
- „Gestein des Jahres“, Jahresbeiträge für 2013 bis 2019 in GLÜCKAUF (Kaolin, Phonolith, Gneis, Sand, Diabas, Steinkohle, Schiefer)
- „250 Jahre Bergakademie Freiberg 1765-2015“ (aus philatelistischer Sicht), Broschur, Sonderdruck des VSP 2017
- „Der selbstständige Gutsbezirk Dresden-Albertstadt und sein Postamt N 15“, Schulz/Krüger/v.Meyeren, Broschur, Sonderdruck des VSP 2015
- „Von sächsischen Lokalitäten abgeleitete Mineral- und Gesteinsnamen anhand philatelistischer Belege“, GLÜCKAUF, Heft 74/1998 und Mitteilungs-Blatt der Motivgruppe Mineralogie-Paläontologie-Spelaeologie im Bund Dt.Philatelisten e.V., Heft 91/2000, Seite 36–42
- „Sachsens Bergbau auf Erze, Steine und Erden - gestern und heute“, GLÜCKAUF, Heft 115/2011, Seite 32ff.

### Themenbereich Industriegeschichte
- „Rüstungsproduktion im Raum Dresden 1933-1945“ Broschur, 1. und 2. Auflage, Militärhistorische  Schriften des Arbeitskreises Sächsische Militärgeschichte, Heft 11/2003 und 2005
- „Die Dresdner Albertstadt“, Broschur, Militärhistorische Schriften des Arbeitskreises Sächsische Militärgeschichte, Heft 13/2004
- „Vom Zeughaus zur Feldzeugmeisterei“, Broschur, Militärhistorische Schriften des Arbeitskreises Sächsische Militärgeschichte, Heft 14/2007
- „Die militärische Nutzung der sächsischen Luftschifferhäfen Dresden und Leipzig 1912 bis 1919“, Broschur, Schneevogt/Schulz, Verlag Schneevogt, Dresden/2007
- „Die Herstellung von militärischen Bedarfsgütern in Dresden 1900 bis 1920“, Band 11 des Dresdner Geschichtsbuches, Seite 177 ff., Herausgeber Stadtmuseum Dresden
- „Und bis zum letzten Tag des Krieges“ (Beitrag zur Rüstungsproduktion im Raum Dresden), Dresdner Neueste Nachrichten vom 28. Oktober 2002
- „Zur Rüstungsproduktion im Kreis Freiberg 1933 bis 1945“, Mitteilungsblatt des Freiberger Altertumsvereins, Heft 91/2002, Seite 146–163
- „Die Rüstungsindustrie im Dresdner Osten 1933 bis 1945“, DIE FÄHRE, Jahrg. 9, Heft 10/2003, Seite  1–4
- „Zur Frühgeschichte der Technischen Institute und Magazine der Königlich Sächsischen Armee in Dresden 1845 bis 1875“, SÄCHSISCHE HEIMATBLÄTTER, Heft 2/2003, Seite 114–126
- „Zur Geschichte der Militär-Luftschiffahrt in Dresden 1913 bis 1921“ (unter dem Titel „Hansa landet im Johann“), Dresdner Neueste Nachrichten vom 20. Februar 2006
- „Zur Geschichte der Militär-Luftschiffahrt in Dresden-Kaditz 1913-1921“, Zeitschrift für Heereskunde, Heft 423/2007, Seite 16–22
- „Militärbauten in Freiberg 1867 bis 1919“, Mitteilungsblatt des Freiberger Altertumsvereins, Heft 94+95/2004, Seite 195–220
- „Explosionen im Norden Dresdens“(Ereignis im Arsenal am 28.12.1916), Dresdner Neueste Nachrichten vom 27. Dezember 2004
- „Schiffe der Werften Blasewitz und Laubegast im I. Und II. Weltkrieg“, DIE FÄHRE, Heft 3/2005, Seite 9–11
- „Der Rüstungsstandort Dresden 1933 bis 1945“, Begleitheft zur Ausstellung „Sachsen im Bombenkrieg“ des Militärhistorischen Museums Dresden der Bundeswehr, Febr.2005, Seite 23–26

## Bibliographische Nachweise
- Schriftenreihe für Geowissenschaften Nr. 19/2012, G.Lasch/H.Rauer/B.Ullrich (Herausg.), „Kurzbiographien der Autoren, - Schulz,Heinz“, Seite 93–94
- VSP-Rundbrief des Vereins Sächsische Postgeschichte e.V., Seite 44, „Nachruf für Vereinsmitglied  Dr.Heinz Schulz“
- GLÜCKAUF, Geophilatelistisches Mitteilungsblatt der Arbeitsgemeinschaft Bergbau- und Geowissenschaften e.V., Heft 139/2019, Seite 139, „Nachruf Dr.Heinz Schulz“
- Festschrift 25 Jahre Verein für Sächsische Postgeschichte und Philatelie e.V., Sonderdruck, 2015, Festschriftartikel von Heinz Schulz, Seite 51, Autorenvorstellung
- Vereinsdepesche des Arbeitskreises Sächsische Militärgeschichte e.V. Nr. 01/2019, Seite 4, „Nachruf langjähr. Mitglied Dr.Heinz Schulz“

| Personendaten    | Personendaten                    |
| ---------------- | -------------------------------- |
| NAME             | Schulz, Heinz                    |
| KURZBESCHREIBUNG | deutscher Geologe und Historiker |
| GEBURTSDATUM     | 1. August 1929                   |
| GEBURTSORT       | Helbigsdorf (Mulda), Sachsen     |
| STERBEDATUM      | 17. Februar 2019                 |
| STERBEORT        | Dresden                          |